# Коміак
Коміа́к (фр. Comiac) — колишній муніципалітет у Франції, у регіоні Окситанія, департамент Лот. Населення — 230 осіб (2011).
Муніципалітет був розташований на відстані близько 440 км на південь від Парижа, 155 км на північ від Тулузи, 70 км на північний схід від Каора.

## Історія
До 2015 року муніципалітет перебував у складі регіону Південь-Піренеї. Від 1 січня 2016 року належав до нового об'єднаного регіону Окситанія.
1 січня 2016 року Коміак, Кальвіак, Лакам-д'Урсе, Ламатіві i Суссейрак було об'єднано в новий муніципалітет Суссейрак-ан-Керсі.

## Демографія
Динаміка населення (INSEE ):
Розподіл населення за віком та статтю (2006):
| Стать | Всього | До 15 років | 15-24 | 25-44 | 45-64 | 65-85 | Понад 85 |
| --- | ------ | ----------- | ----- | ----- | ----- | ----- | -------- |
| Чоловіки | 124    | 16          | 4     | 36    | 36    | 28    | 4        |
| Жінки | 120    | 16          | 8     | 28    | 32    | 24    | 12       |
| \| Статево-вікова піраміда \| Статево-вікова піраміда \| Статево-вікова піраміда \| \| ----------------------- \| ----------------------- \| ----------------------- \| \| Чоловіки \| Вік \| Жінки \| \| 4 \| 85 + \| 12 \| \| 0 \| 80-84 \| 0 \| \| 20 \| 75-79 \| 16 \| \| 4 \| 70-74 \| 4 \| \| 4 \| 65-69 \| 4 \| \| 4 \| 60-64 \| 8 \| \| 8 \| 55-59 \| 0 \| \| 16 \| 50-54 \| 20 \| \| 8 \| 45-49 \| 4 \| \| 28 \| 40-44 \| 12 \| \| 8 \| 35-39 \| 4 \| \| 0 \| 30-34 \| 8 \| \| 0 \| 25-29 \| 4 \| \| 0 \| 20-24 \| 4 \| \| 4 \| 15-20 \| 4 \| \| 12 \| 10-14 \| 4 \| \| 0 \| 5-9 \| 8 \| \| 4 \| 0-4 \| 4 \| |        |             |       |       |       |       |          |
| Статево-вікова піраміда |        |             |       |       |       |       |          |
| Чоловіки | Вік    | Жінки       |       |       |       |       |          |
| 4 | 85 +   | 12          |       |       |       |       |          |
| 0 | 80-84  | 0           |       |       |       |       |          |
| 20 | 75-79  | 16          |       |       |       |       |          |
| 4 | 70-74  | 4           |       |       |       |       |          |
| 4 | 65-69  | 4           |       |       |       |       |          |
| 4 | 60-64  | 8           |       |       |       |       |          |
| 8 | 55-59  | 0           |       |       |       |       |          |
| 16 | 50-54  | 20          |       |       |       |       |          |
| 8 | 45-49  | 4           |       |       |       |       |          |
| 28 | 40-44  | 12          |       |       |       |       |          |
| 8 | 35-39  | 4           |       |       |       |       |          |
| 0 | 30-34  | 8           |       |       |       |       |          |
| 0 | 25-29  | 4           |       |       |       |       |          |
| 0 | 20-24  | 4           |       |       |       |       |          |
| 4 | 15-20  | 4           |       |       |       |       |          |
| 12 | 10-14  | 4           |       |       |       |       |          |
| 0 | 5-9    | 8           |       |       |       |       |          |
| 4 | 0-4    | 4           |       |       |       |       |          |

## Економіка
2010 року серед 133 осіб працездатного віку (15—64 років) 86 були активними, 47 — неактивними (показник активності 64,7%, у 1999 році було 74,0%). З 86 активних мешканців працювала 81 особа (46 чоловіків та 35 жінок), безробітними було 5 (2 чоловіки та 3 жінки). Серед 47 неактивних 5 осіб було учнями чи студентами, 29 — пенсіонерами, 13 були неактивними з інших причин.

У 2010 році в муніципалітеті числилось 107 оподаткованих домогосподарств, у яких проживали 228,5 особи, медіана доходів виносила 13 356 євро на одного особоспоживача